# Ficus

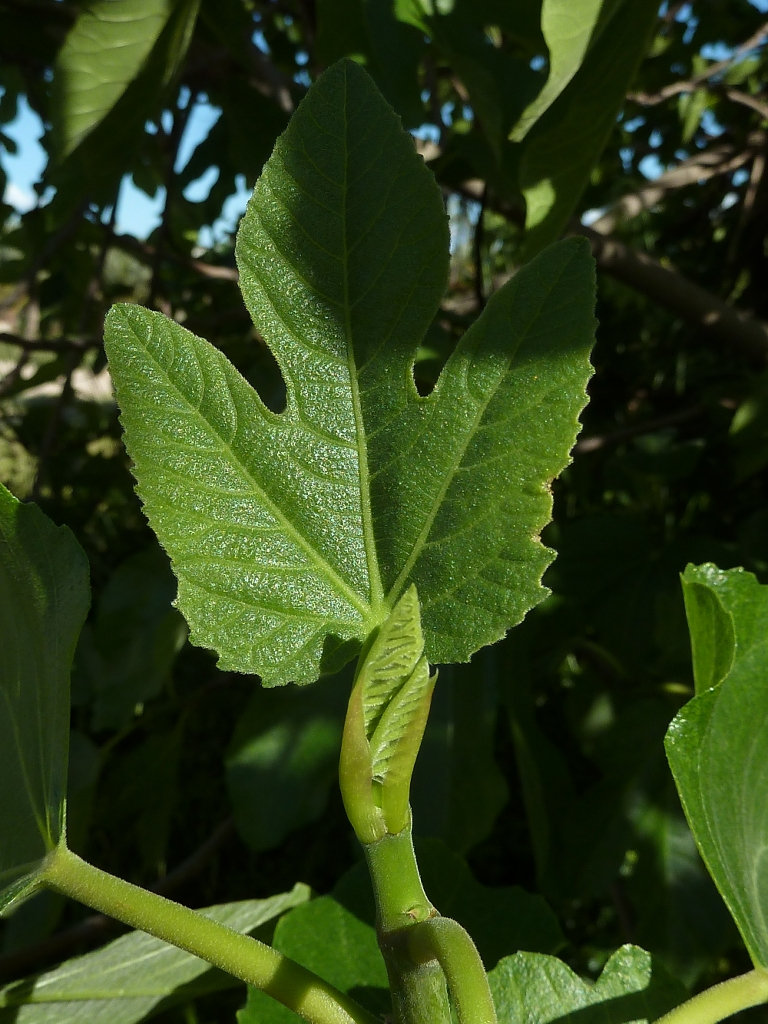
Yema con hoja incipiente emergiendo. Arriba, hoja ya desplegada en Ficus carica.

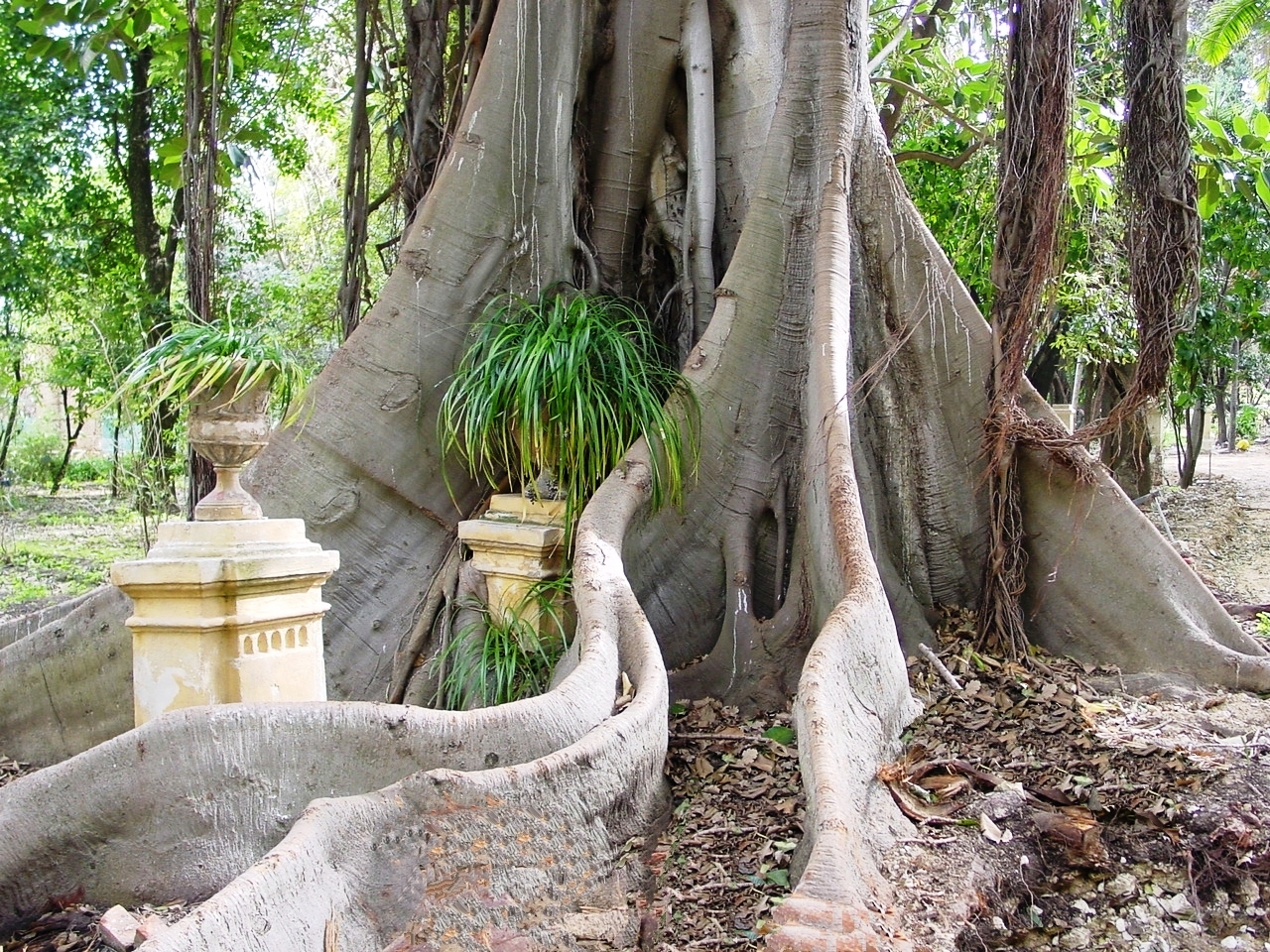
Tronco de Ficus macrophylla.

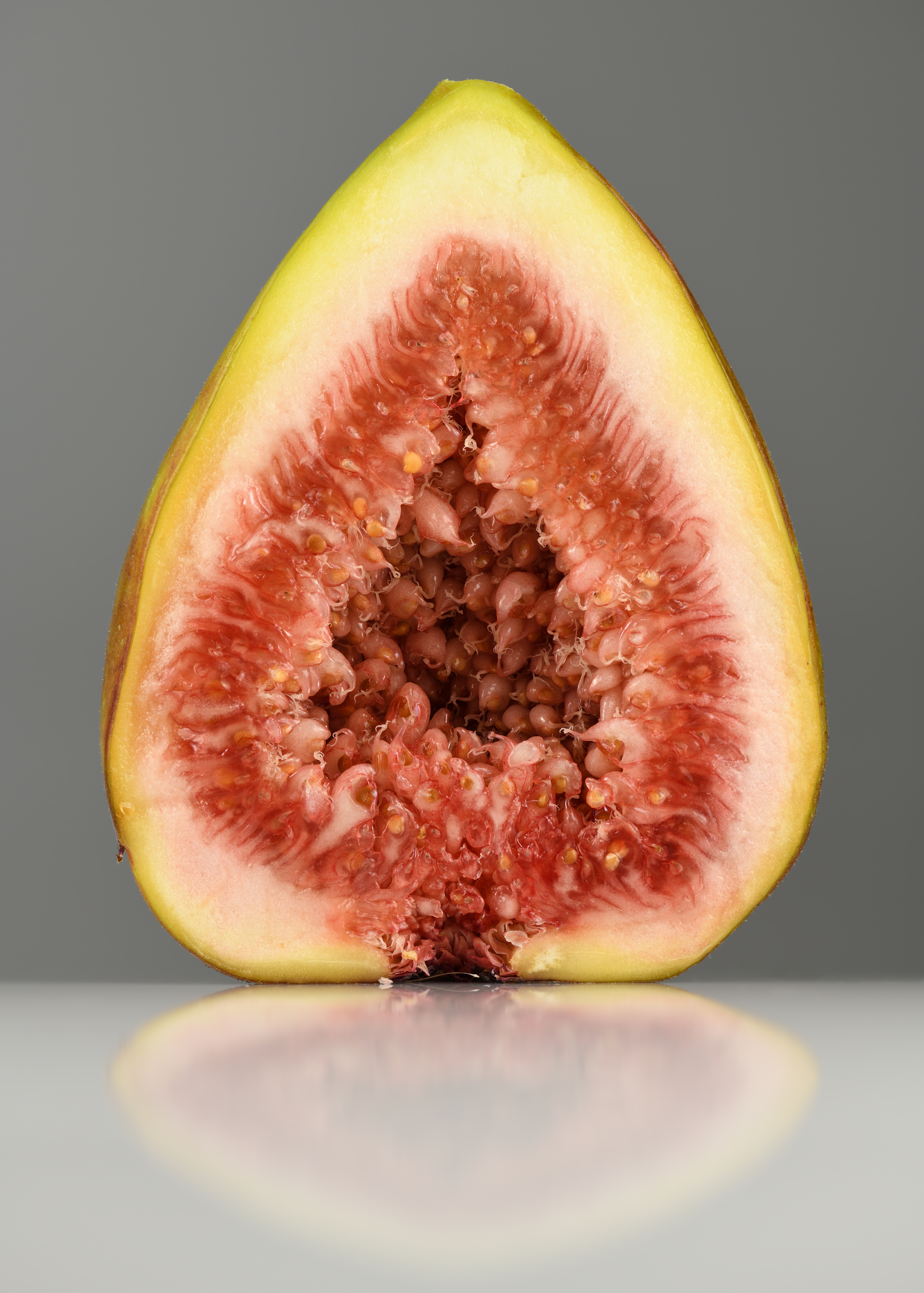
Ficus carica, sicono (higo) cortado con ostíolo.

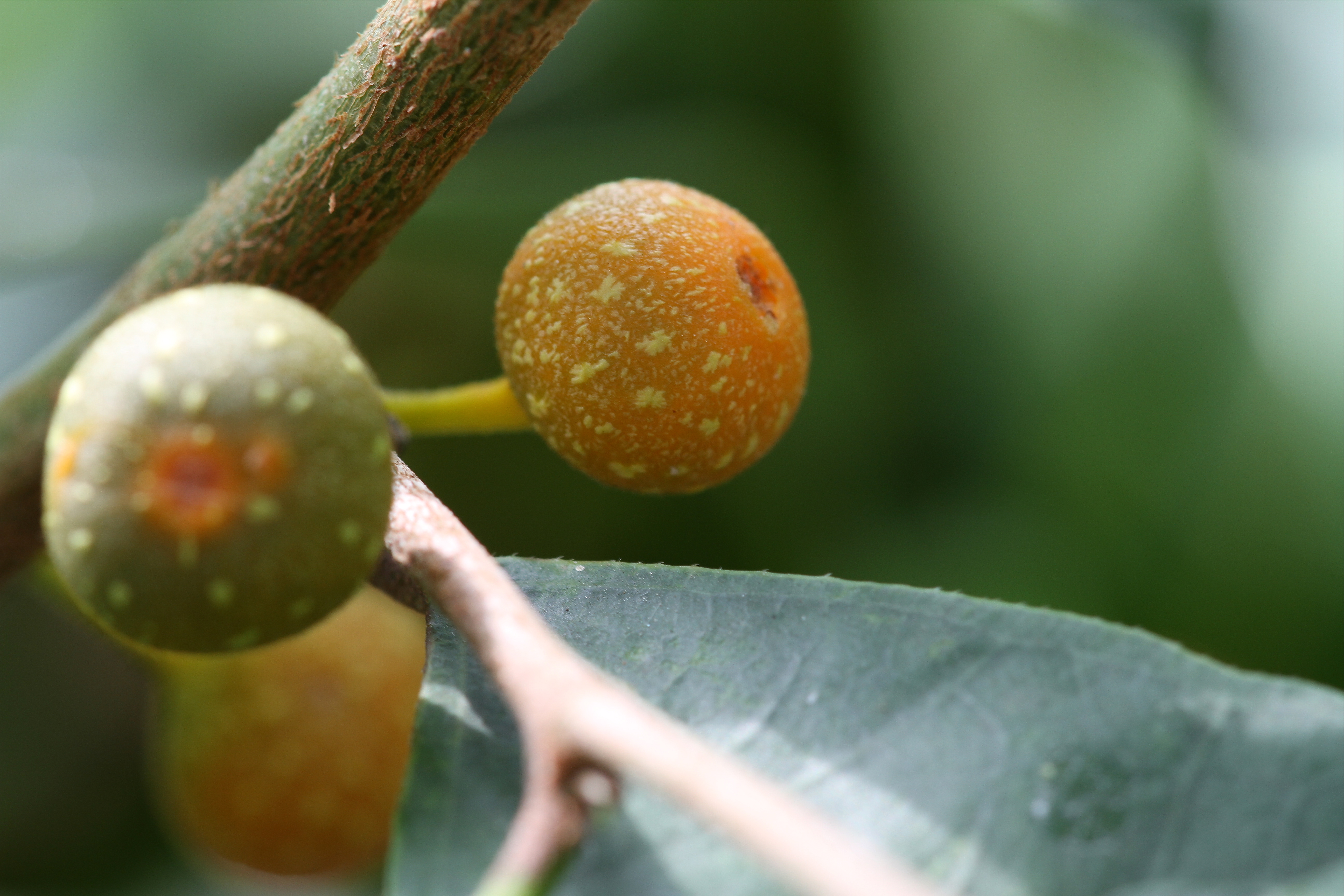
Falsos frutos (siconos) de Ficus sinuata.

El género Ficus contiene alrededor de 900 taxones específicos e infraespecíficos aceptados de árboles, arbustos y trepadoras de la familia Moraceae, tribu monogenérica Ficeae, oriundas de la zona intertropical, con algunas de ellas distribuidas por las regiones templadas. La mayoría son perennes, excepto las que vegetan en latitudes no tropicales y zonas con una larga estación seca.

## Descripción
Una de las características de las especies de este género es la secreción lechosa llamada látex que segregan al cortar o herir cualquier parte de la planta. Pero el más característico es el tipo muy particular de inflorescencia que se parece más a un fruto que a unas flores habituales.
Otra característica importante del género reside en que las yemas terminales de las hojas están encerradas dentro de un par de estípulas soldadas en un principio y luego caducas.

## Ecología
Los árboles de este género alimentan a numerosas especies de animales y son considerados especies claves de muchos ecosistemas tropicales.

## Fructificación y sistema reproductivo
Los falsos frutos son estructuras especialmente adaptadas que se denominan siconos. Son de forma bulbosa con una pequeña abertura, el ostiolo, en el apex y una zona hueca en el interior recubierta por pequeñas flores. Estas últimas son polinizadas por pequeñas avispas de los higos que penetran por la abertura para fertilizarlas, dando frutos diminutos con un núcleo duro (aquenios), vulgarmente llamados pepitas, rodeados de un mesocarpio carnoso; el conjunto es el «higo». 
La especie Ficus carica, la higuera común, pertenece a este género. Su «falso fruto»,  muy comercializado, es el higo y la breva. Los «frutos» de otras muchas especies también son comestibles, aunque no se consumen extensamente. 
Las especies tropicales fructifican continuamente, permitiendo a los animales frugívoros sobrevivir gracias a la ininterrumpida cosecha. En climas templados, sin embargo, se producen distintas cosechas y las avispas hibernan en los frutos. Los higos hermafroditas dan tres cosechas al año, mientras que los comestibles solamente dos, la primera de las cuales produce frutos más grandes llamados brevas. Algunas de estas variedades comestibles no requieren polinización, produciendo higos sin semillas fértiles y en ausencia de avispas.
Los Ficus también se reproducen fácilmente por esqueje.

### Mutualismo con avispas polinizadoras de los higos
Los higos presentan dos sexos, los hermafroditas y los femeninos. Las avispas de los higos, de la familia Agaonidae, habitan en los hermafroditas; cuando estos maduran se aparean y las hembras salen a la búsqueda de frutos inmaduros. Penetran por el ostiolo y ponen sus huevos en los ovarios de las pequeñas flores en el interior del higo. También reparten el polen que habían recogido antes de salir del higo donde nacieron, polinizando así las flores femeninas. Después mueren en el interior del higo. Las crías se alimentan de las semillas y completan su desarrollo dentro de ellas. Los machos emergen primero, se aparean con las hembras y mueren en su interior o consiguen salir, pero no pueden volar porque carecen de alas. Las hembras recogen polen de las flores masculinas que están maduras en ese momento y salen en busca de otro higo. Diferentes especies de Ficus presentan variantes de este sistema de polinización, incluso hay algunos que no requieren polinización.
Cada especie de higos es polinizada por unas pocas especies especializadas de avispas, por consiguiente, si se plantan higos lejos de su distribución original, a veces solo se producen individuos estériles. Por ejemplo, en Hawái, han sido introducidas 60 especies de higos, pero solo cuatro de las avispas han sido también introducidas, así que solo cuatro especies de higos producen semillas viables; estas pueden convertirse en especies invasoras.
La relación entre higos y sus avispas polinizadoras es un mutualismo en que ambos miembros se benefician. La íntima asociación entre las especies de higos y de sus polinizadores, además de la marcada especialización de esta relación ha llevado a los biólogos a considerar que este es un claro ejemplo de coevolución. La evidencia morfológica y de comportamiento reproductivo, tal como la correspondencia entre las tasas de maduración de los higos y las avispas, han sido citados como prueba de esta hipótesis por mucho años. Además los estudios genéticos recientes y los datos moleculares han mostrado una correspondencia estrecha entre la especiación y las filogenias de estos clados.

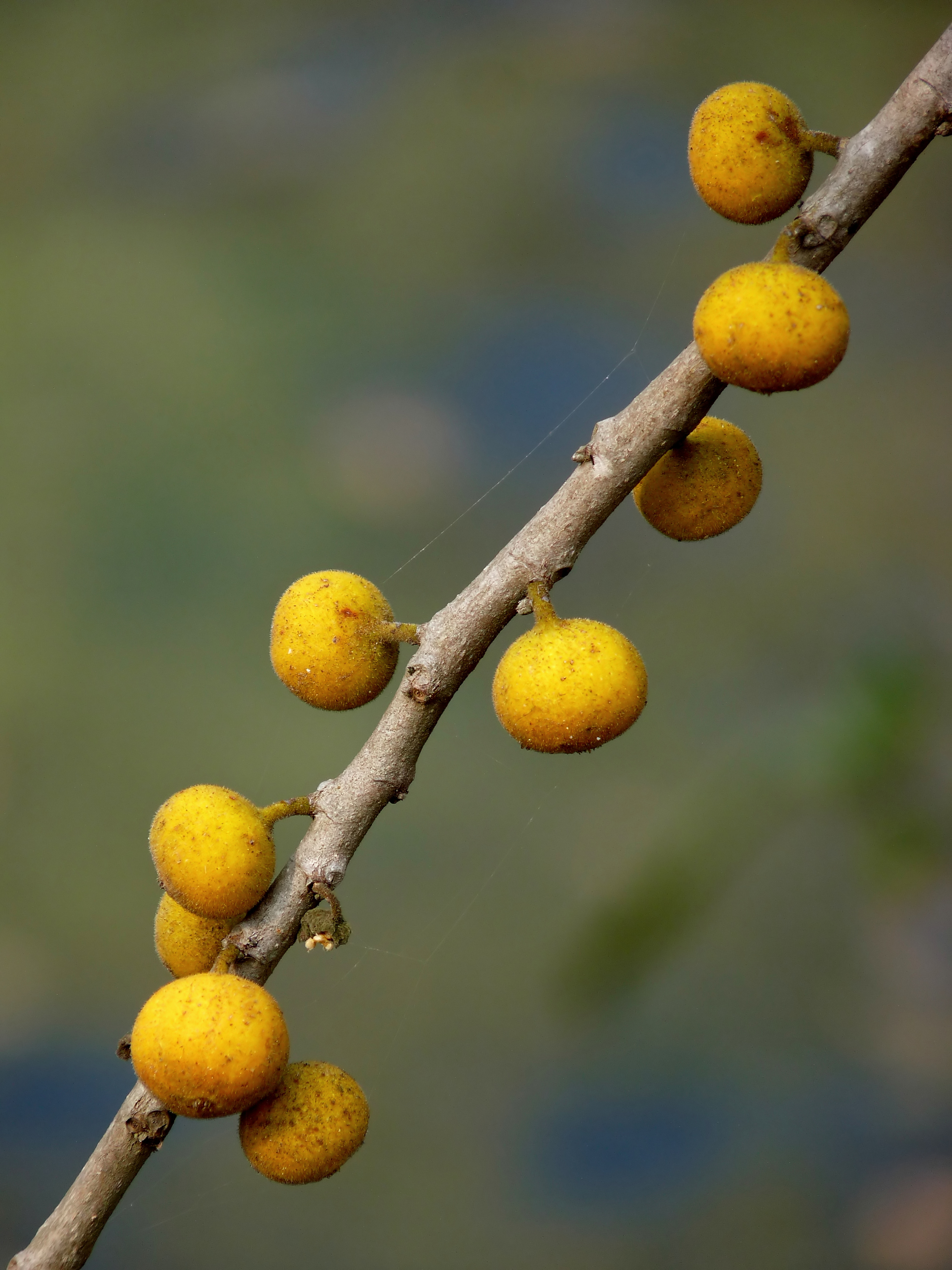
Ficus exasperata, frutos.

Según el metaanálisis de datos moleculares para 119 especies, 35 % (41) tienen más de una especie de avispa polinizadora. Posiblemente la proporción sea más elevada, ya que no es posible detectar todas las especies de avispas. Por otra parte, en ciertos casos ciertas especies de avispas polinizan varias especies diferentes de higos.
Las técnicas moleculares como las de marcadores de microsatélites y el análisis de secuencia mitocondrial permite el descubrimiento de múltiples especies crípticas de avispas de los higos. No todas estas especies crípticas son taxones hermanos y posiblemente hayan sido influenciadas por la especie huésped de higos en algún momento. Estas especies crípticas carecen de evidencia de introgresión o de retrocruzamientos, indicadores de una reducción de aptitud biológica y un efectivo aislamiento reproductivo y especiación.

## Importancia cultural y social
Merece una mención el Ficus religiosa que en India es considerado sagrado y también es llamado "árbol de la iluminación".
Etimología
Ficus: nombre genérico que se deriva del nombre dado en latín tanto al higo como a la higuera.

## Especies seleccionadas
Unas 830 especies aceptadas de las más de 2.700 descritas y unos 75 taxones infraespecíficos aceptados de los más de 800 descritos.
- F. abutilifolia
- F. aguaraguensis
- F. albert-smithii
- F. albipila
- F. altissima
- F. amazonica
- F. americana
- F. andamanica
- F. angladei
- F. aripuanensis
- F. aspera
- F. aurea
- F. auriculata
- F. barbata
- F. beddomei
- F. benghalensis
- F. benjamina
- F. bibracteata
- F. bizanae
- F.  blepharophylla
- F. bojeri
- F. broadwayi
- F. bubu
- F. burtt-davyi
- F. calyptroceras
- F. capreifolia
- F. carica
- F. castellviana
- F. catappifolia
- F. citrifolia
- F. cordata
- F. coronata
- F. cotinifolia
- F. craterostoma
- F. cristobalensis
- F. cyclophylla
- F. dendrocida
- F. deltoidea
- F. destruens
- F. drupacea
- F. elastica
- F. erecta
- F. eugenioides
- F. faulkneriana
- F. fischeri
- F. fistulosa
- F. fraseri
- F. gibbosa
- F. glaberrima
- F. glabrata
- F. glomerata
- F. glumosa
- F. godeffroyi
- F. greiffiana
- F. grenadensis
- F. grossularioides
- F. hartii
- F. hebetifolia
- F. hederacea
- F. heterophylla
- F. hirsuta
- F. hirta
- F. hispida
- F. hispita
- F. ilicina
- F. illiberalis
- F. luschnathiana
- F. indica
- F. infectoria
- F. ingens
- F. jimenezii
- F. krukovii
- F. lacor
- F. lacunata
- F. laevigata
- F. laevis
- F. lapathifolia
- F. lateriflora
- F. lauretana
- F. lutea
- F. lyrata
- F. macbrideii
- F. macrocarpa
- F. macrophylla
- F. magnifolia
- F. malacocarpa
- F. mathewsii
- F. matiziana
- F. mauritiana
- F. meizonochlamys
- F. mexiae
- F. microchlamys
- F. microcarpa
- F. minahasae
- F. mollior
- F. monckii
- F. montana
- F. muelleri
- F. muelleriana
- F. mutabilis
- F. mysorensis
- F. natalensis
- F. nervosa
- F. noronhae
- F. nota
- F. obliqua
- F. obtusifolia
- F. opposita
- F. organensis
- F. padifolia
- F. pakkensis
- F. pallida
- F. palmata
- F. palmeri
- F. pandurata
- F. panurensis
- F. pertusa
- F. pilosa
- F. platypoda
- F. pleurocarpa
- F. polita
- F. prolixa
- F. pseudopalma
- F. pulchella
- F. pumila
- F. pyriformis
- F. racemosa
- F. ramiflora
- F. religiosa
- F. repens
- F. retusa
- F. roraimensis
- F. rubiginosa
- F. rumphii
- F. salicifolia
- F. salzmanniana
- F. sansibarica
- F. saussureana
- F. schippii
- F. schultesii
- F. schumacheri
- F. sinuata
- F. sphenophylla
- F. stahlii
- F. stuhlmannii
- F. superba
- F. sur
- F. sycomorus
- F. tettensis
- F. thonningii
- F. tinctoria
- F. tobagensis
- F. tomentosa
- F. tremula
- F. triangularis
- F. trichopoda
- F. trigona
- F. trigonata
- F. tuerckheimii
- F. ulmifolia
- F. ursina
- F. variegata
- F. variolosa
- F. velutina
- F. verruculosa
- F. virens
- F. virgata
- F. vogelii
- F. wassa
- F. watkinsiana